# Universität für Musik und darstellende Kunst Wien
Uniwersytet Muzyki i Sztuk Scenicznych w Wiedniu (niem. Universität für Musik und darstellende Kunst Wien), skr. MDW – wyższa uczelnia muzyczna w Wiedniu.

## Historia
Uczelnia została założona w 1817 roku. Od 1909 do 1919 była akademią muzyczną, od 1919 do Anschlussu Austrii – Staatsakademie, 1938–1945 – Reichshochschule, po II wojnie światowej z powrotem Staatsakademie, w latach 1970–1999 – Hochschule für Musik und darstellende Kunst, a od 1999 – uniwersytet. Mieści się w dzielnicy Landstraße.
Jej pierwszym dyrektorem był Antonio Salieri.

## Wykładowcy
- Anton Bruckner
- Robert Fuchs
- Arnold Schönberg
- Paul Badura-Skoda